# Slatina (del av en befolkad plats)
Slatina är en stadsdel i staden Brno i Tjeckien. Sedan 1990 utgör den stadsdelskommunen (městská část) Brno-Slatina. Slatina ligger 257 meter över havet och antalet invånare är 258.